# Michael Chisholm
Pour les articles homonymes, voir Chisholm.
Michael Chisholm (né le 26 août 1948) est un homme politique provincial canadien de la Saskatchewan. Il représente la circonscription de Cut Knife-Turtleford à titre de député du Parti saskatchewanais de 2003 à 2011.

## Biographie
Né à North Battleford en Saskatchewan, Chisholm grandit sur une ferme de Maidstone. Avant son élection, Chisholm travaille comme comptable.

## Carrière politique
Durant son passage à l'Assemblée législative de la Saskatchewan, il siège au comité des comptes publics à titre de vice-président.

## Controverse
Chisholm a été impliqué dans une controverse mineure en mai 2008, alors qu'il traite la députée néo-démocrate Deb Higgins de salope stupide (Dumb bitch) pendant un débat. Bien que le micro ne soit pas pointé en direction de Chisholm, sa remarque est suffisamment audible pour être enregistré en bruit de fond. À la suite de cette affaire, il démissionne de son poste de secrétaire législatif quelques jours plus tard.